# Georges Casolari
Georges Casolari (5. maj 1941 - 7. oktober 2012) var en fransk fodboldspiller (forsvarer) fra Nice.
Casolari spillede 11 sæsoner professionelt hos AS Monaco, som han var tilknyttet fra 1959 til 1970. Han var i denne periode både med til at sikre klubben to franske mesterskaber og to Coupe de France-titler.
Casolari spillede desuden tre kampe for Frankrigs landshold, først en venskabskamp mod Belgien 25. december 1963 og efterfølgende to EM-kvalifikationskampe mod Ungarn i foråret 1964.

## Titler
Ligue 1
- 1961 og 1963 med Monaco

Coupe de France
- 1960 og 1963 med Monaco